# القسم (فلم وثائقي)
القسم هو فيلم وثائقي من إخراج لورا بواترا عُرض في 2010. يروي الفيلم قصة رجلين ناصر البحري وسالم أحمد حمدان، واللذين كانا جنبًا إلى جنب في العديد من المواقف والمسارات حيث التحقا معًا بتنظيم القاعدة، وتعرَّفا معًا على أسامة بن لادن، وأحداث 11 سبتمبر، والاعتقال الإداري من قبل الولايات المتحدة، والمحاكم العسكرية الأمريكية والمحكمة العليا للولايات المتحدة. الفيلم هو الجزء الثاني من سلسلة ثلاثية، كان أولها فليم موطني موطني (2006) الذي يوثق حياة المواطنين العراقيين أثناء الاحتلال الأمريكي للعراق، والفيلم الثالث هو المواطن الرابع (2014) الذي يركز على قصة إدوارد سنودن.

## نظرة عامة
تدور أحداث الفيلم حول أبو جندل أو ناصر البحري وهو سائق سيارة أجرة في صنعاء والذي كان مرافقًا وسائقًا وحارسًا لأسامة بن لادن لمدة أربع سنوات، وسالم أحمد حمدان الذي كان سائقًا شخصيًا لأسامة بن لادن في أفغانستان، والذي قُبِضَ عليه في عام 2001 أثناء الغزو الأمريكي لأفغانستان، واعتقل في معتقل غوانتانامو منذ 2002 حتى 2008، كما كان أول متهم يحاكم المحاكم العسكرية التي أنشئت من قبل الولايات المتحدة وزارة الدفاع.

## الجوائز
عُرِضَ الفيلم لأول مرة في عام 2010 في مهرجان صندانس السينمائي، وفاز بجائزة «التميز في السينما للفيلم الوثائقي الأمريكي»، وشارك في مهرجان برلين السينمائي في فبراير 2010.
وفازت المخرجة لورا بواترا بجائزة «الرؤية الصحيحة» في مهرجان صح/خطأ  لإنشاء الفيلم الوثائقي. وعُرِضَ الفليم على قناة بي بي إس في 2010.

## المهرجانات السينمائية
تم عرض الفيلم في سان فرانسيسكو السينمائي الدولي في أواخر أبريل 2010، وفي ريو دي جانيرو السينمائي الدولي في أوائل أكتوبر 2010.

## وصلات خارجية
- الموقع الرسمي
- مقالات تستعمل روابط فنية بلا صلة مع ويكي بيانات